# Szkoła Podstawowa w Jurkowicach
Szkoła Podstawowa w Jurkowicach – wiejska placówka oświatowa, działająca nieprzerwanie od 1931 roku.

## Historia
1 listopada 1931 roku została otwarta jednoklasowa Publiczna Szkoła Powszechna. Rejon szkoły obejmował wsie: Jurkowice, Samotnię, Budy, Witowice, Pełczyce Górne i Gilówka. Pierwszym nauczycielem i kierownikiem szkoły była Katarzyna Niemiec, absolwentka Państwowego Seminarium Nauczycielskiego Żeńskiego w Żywcu. Szkoła mieściła się w budynku czworaka dworskiego. Od początku roku szkolnego 1935/1936 szkoła przeniosła się do nowego budynku, wybudowanego staraniem Komitetu Budowy w skład którego wchodzili: Andrzej Karski (Prezes Dozoru Szkolnego), Piotr Piątek (wójt Gminy Jurkowice), Katarzyna Niemiec (Kierownik Szkoły), Bronisław Wesołowski (Administrator majątku Jurkowice) i Józef Szpakowski (rolnik z Witowic). Budynek powstał na działce o powierzchni 1,22 ha zakupionej od Stanisława Nowackiego. Projektantem budynku był powiatowy architekt Pietraszewski. Zgodnie z projektem miał być to budynek siedmioklasowy z mieszkaniami dla nauczycieli na poddaszu w stylu zakopiańskim zbudowany z piaskowca z kamieniołomu w Smerdynie i cegieł z cegielni w Rytwianach. Niestety zrealizowano tylko budowę jednego skrzydła mieszczącego dwie klasy lekcyjne.

## Kierownicy/Dyrektorzy
- Katarzyna Niemiec (Kupisz)
- Feliks Kupisz
- Czesław Sierant
- Janina Sierant
- Maria Nowak
- Dorota Surmańska[1]